# マラヤ共産党
マラヤ共産党（Malayan Communist Party：MCP）は、1930年5月に英領マラヤで結成された共産主義政党。南洋共産党を前身とする。

## 沿革

### 結成
1920年代後半に南洋共産党が起こした労働争議、ストライキは失敗に終わり、英植民地当局の取締りによって党幹部が検挙され中国へ送還されたため、勢力は微弱なままだった。
コミンテルンは、1929年に開かれた第2回代表者会議で情勢分析を行い、1930年の第3回代表者会議までに、仏領インドシナでグエン・アイ・クオックの指揮下にインドシナ共産党を設立、南洋共産党はマラヤ共産党（MCP）と改称し、マラヤ、タイ王国、インドネシアの活動を統括し、中国共産党の直接指揮を受けず、独自にマレー人、インド人、華人を入党させることになった。
1930年4月には、クアラ・ピラでマラヤ人民抗日軍を結成。
1931年に日本軍が満州に侵攻し、マラヤやシンガポールの華人の間で反日感情が高まると、MCPは「マラヤ・ソビエト共和国」樹立構想に代えて「マラヤ共和国」樹立構想を打ち出し、資本家層の取り込みをはかる戦術変更を行った。これにより党内で変更賛成派と反対派の分裂が深刻化し、コミンテルン極東局が介入して同局に調停が委ねられた。この混乱の中で、ベトナム人の萊特が台頭し、1936年の党内危機を解決に導いてMCPの総書記となった。
1933年に世界恐慌が起こると、MCPは勢力を拡大し、マラヤ全域に支部を設立。1935年にはセランゴール州・バトゥアランの鉱山労働者にストライキを起こさせ、同鉱山を所有してソビエト政府を樹立した。

### 抗日闘争
1941年12月に日本軍がマレー半島に侵攻すると、英植民地当局は逮捕していたMCPの幹部を解放し、彼らは武力組織・マラヤ人民抗日軍（MPAJA）を結成して、中国系住民の支援を受けて抗日ゲリラ活動を展開、英軍特殊部隊・136部隊と協力して勢力を拡大した。
他方で、MCPの総書記だった萊特が日本軍の特別警察隊のスパイとなって党幹部の情報を日本軍に流していたため、日本軍の占領期間中に党中央執行委員（上級幹部）の大半が日本軍に逮捕され、殺害された。

### 報復と人種暴動
アジア・太平洋戦争の終結後、MPAJAはシンガポールに進軍、MCPはクイーン街に本部を設立し、蒋克秋の中国語学校を引き継いだ。
MCPは対日協力者を探し出して報復することに注力した。1947年、総書記の萊特が戦争中日本軍に協力していたことが発覚し、萊特は逃亡、前ペラ州書記の陳平が総書記となった。またMCPは華人の対日協力者を人民裁判にかけ、更に、もともと華人ほど日本人に悪感情を抱かず、対日協力者の多かったマレー人に対しても報復を行い、バトゥパハやムアルではマレー人が反撃して双方に多数の死者が出る人種暴動となったほか、ペラ州での衝突では数百人の華人がマレー人の家屋19戸を焼き、マレー人56人を殺害した（ブコールの虐殺）。
英軍が復帰するまで、MPAJAはマラヤ各地に人民委員会をつくり、また治安維持にあたったが、コミンテルンが解散し、コミンフォルムが未結成でモスクワからの指示がない状況で、共産マラヤの独立を宣言することはなかった。

### マラヤ危機
マラヤに復帰した英国はMCPに武装解除を求めたが、1948年2月にインド共産党主催でカルカッタで開かれた「東南アジア青年会議」の後、同年3月にMCPは中央委員会を開催して「革命武闘路線」を採択し、港湾労働者や運輸労働者、工場にストライキを呼びかけ、同年のメーデーでデモ行進を行い、シンガポール政府と武力衝突を起こした。英植民地政府の組合指導者追放令を受けて、MCPは全都市支部に武闘指令を発し、同年5月31日にMCPの指導者は地下に潜行した。武闘指令を受けてペナンやマレー各地で欧州人の農園主や国民党右派の人士が殺害された。
1948年6月17日に英植民地政府はマレー全土に緊急事態を宣言、同年7月23日にはMCPと人民抗日軍およびその付属組織に活動禁止令を発出し、警察がMCP本部や労働団体を捜索、千余人を逮捕した。共産ゲリラはジャングルに潜伏し、山村に散在する華人住民の支援を受けながら反英闘争を継続した。
1950年にゲリラ作戦本部長となった英・ブリッグス将軍は、マレーの山地に住む住民を「新村（en:New Village)」に移住させる「ブリッグス・プラン」を実施し、1951年までに42万3千人を移住させて共産ゲリラの補給路を断った。MCPはジャングルの更に奥へと追い詰められ、プランへの協力者や政府官吏・警官を襲撃して対抗した。1951年10月、MCPはクアラルンプール近郊の路上で在マラヤ英国高等弁務官ヘンリー・ガーニーの暗殺に成功した。
1952年2月、ブリッグスとガーニーの後任となったテンプラーは、各村に至るまで議会を設立し、生地主義による住民登録を認めることで華人120万人・インド人18万人に市民権を与えて、マレーシアの自治を進展させ、1953年秋にはゲリラの影響力がないと認めた地域の食糧制限や夜間外出禁止令を緩和する「白色地域」制度を導入してゲリラの影響力を排除させた。支援者の共産ゲリラ離れが進み、テンプラーは2年間の在任期間中にゲリラの規模を1/3にまで縮小させた。

#### 敗北の原因
リー (1987, pp. 147–148)は、MCPがマラヤ危機に敗れた原因として、萊特の裏切りにより優秀な指導者を欠いていたことの他に、マレー人の貧困層の支持が得られなかったことを挙げ、支持が得られなかった理由として、
- マルクス・レーニン主義は宗教の自由を認めず、むしろ宗教を排除するが、マレー人はイスラム教徒で、反宗教政党を支持しなかったことと、
- MCP党員の圧倒的多数が華人で、北京に傾倒しており、戦後日本軍に協力したマレー人に報復するなどしてマレー人の反感を買ったこと

を挙げている。

#### ラーマン＝陳平秘密会談
1955年7月のマレーシアで最初の総選挙に際して、UMNOの党首ラーマンは共産党員の特赦を打ち出した。
同年5月のバンドン会議で周恩来から平和的交渉による問題解決について示唆を受けたMCPは、連盟党や他の政党に「特赦を受け入れる意思があるが、マラヤ各民族解放軍（MRLA）は降伏しない」との信書を送った。
同年9月初旬、総選挙に勝利し、首相となったラーマンは、「特赦の方法を明確にするために」陳平と会うことに同意し、同年12月28日、バリンでジャングルから出てきた陳平と会談した。MCPの要求は条件付の停戦と、MCPの合法化だった。ラーマンはMCPの合法化を受け入れず、解党して党員が警察の取調べを受けることを求めて交渉は行き詰まり、両者は「連邦政府が治安と国防に関する自治権を獲得すれば停戦に合意し、武装放棄し軍を解散する」との共同声明を発表したが、交渉は物別れに終わった。
その後、1957年のマレーシア独立と前後してMCPは何度か連盟党に和平を提案したが、投降の意思が確認できないとしてラーマンは会談に応じなかった。

### シンガポールとの関係
1950年にリー・クアンユーが「イギリスを追い出し独立を達成できるのはマラヤ共産党だけである。」と演説。
1957年から人民行動党と友党になり、反英・抗日運動からシンガポールの独立、リーの首相就任にまで貢献する。
当時の共産主義者との蜜月は、リーが回顧録で後に制定するシンガポールの国旗の三日月は国内のイスラム教徒に配慮し、五つの星は国内の共産主義者に配慮して中華人民共和国の五星紅旗をモデルにしたと語ってることにもあらわれてる。
リーはシンガポールの首相になってから西側に与したため、マラヤ共産党は反政府的になり、非合法化された。
1960年にイギリスの「緊急法令」は廃止。

### 活動停止
反政府活動はマレーシアとタイ王国との国境地帯付近に移るが、1989年12月2日マラヤ共産党は、マレーシア政府ならびにタイ政府と、武装闘争放棄の平和協議を結び活動を停止した。

## 主な党員
- 萊特（別名：黄紹東）
- 林江石
- 小黒という1942年4月に日本軍に射殺された人物
- 黄望青（別名：耶魯）
- 林亜亮
- 陳平
- 伍天旺
- 郭炳清
- 田中清明
- 橋本恵之